# Amy Adamsová
Amy Lou Adamsová, nepřechýleně Adams (* 20. srpna 1974, Vicenza, Itálie), je americká herečka. Je známá jak pro své komediální, tak pro dramatické role a byla třikrát zařazena do žebříčku nejlépe placených hereček světa. Je držitelkou mnoha ocenění, včetně dvou Zlatých glóbů, a obdržela šest nominací na Oscara, sedm nominací na cenu BAFTA a dvě nominace na cenu Emmy.
Svou kariéru započala jako tanečnice v restauraci s divadelní scénou, čemuž se věnovala mezi lety 1994 a 1998, a svůj filmový debut zaznamenala vedlejší rolí v černé komedii Krása na zabití (1999). Ztvárnila hostující role v televizních pořadech a v nízkorozpočtových celovečerních filmech se ujala rolí „zlých dívek“. Její první větší rolí se stala role v životopisném filmu Chyť mě, když to dokážeš (2002) režiséra Stevena Spielberga, ale poté byla rok nezaměstnaná. Průlom v její kariéře nastal, když ztvárnila upovídanou těhotnou ženu v nezávislém komediálním dramatu Junebug (2005), za níž získala svou první nominaci na Oscara.
Svůj první úspěch v hlavní roli zaznamenala v hudebním fantasy filmu Kouzelná romance (2007), kde si zahrála veselou nastávající princeznu. Úspěchem na film navázala ztvárněním dalších naivních, optimistických žen ve filmech, jako je drama Pochyby (2008), a následně ztvárnila asertivnější role ve sportovním filmu Fighter (2010) a psychologickém dramatu Mistr (2012), přičemž za své výkony obdržela pozitivní recenze. Mezi lety 2013 a 2017 ztvárnila roli Lois Laneové v superhrdinských filmech z franšízy DC Extended Universe. Dva roky po sobě získala cenu Zlatý glóbus za nejlepší herečku (komedie / muzikál) za role svůdné podvodnice v kriminálním filmu Špinavý trik (2013) a malířku Margaret Keane v životopisném filmu Velké oči (2014). Další uznání si vysloužila za role lingvistky ve sci-fi filmu Příchozí (2016), sebepoškozující reportérky v minisérii Ostré předměty (2018) a Lynne Cheney v satiře Vice (2018).
V roce 2014 byla časopisem Time zařazena na seznam 100 nejvlivnějších lidí světa a objevila se v žebříčku Forbes Celebrity 100.

## Životopis

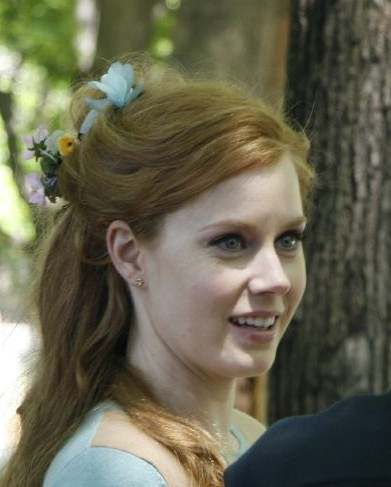
Adamsová v roce 2006 na natáčení filmu Kouzelná romance

Narodila se ve městě Vicenza v Itálii americkým rodičům. Má čtyři bratry a dvě sestry. Rodina se usídlila v Castle Rock v Coloradu, když jí bylo osm let. Navštěvovala střední školu Dougles Country.
Její filmový debut přišel v roce 1999 ve snímku Krása na zabití. Po několika seriálech a béčkových filmech byla v roce 2002 obsazena do role Brendy Strong ve filmu Chyť mě, když to dokážeš, ale její průlomová role přišla v roce 2005 v nezávislém filmu Junebug, kde za ztvárnění Ashley Johnsten získala ohlas u kritiků a nominaci na Oscara pro nejlepší herečku ve vedlejší roli.
Následně si v roce 2007 zahrála v disneyovské filmu Kouzelná romance, komerčně úspěšném filmu, který měl i úspěch u kritiků a za roli princezny Giselle získala svou první nominaci na Zlatý glóbus. Svou druhou nominaci na Zlatý glóbus a Oscara získala za roli mladé jeptišky, sestry James, ve filmu Pochyby. Ačkoliv se objevila v řadě dramatických a komediálních rolí, tak si původně získala reputaci za hraní postav s veselými a sluníčkovými dispozicemi, ale od té doby ztvárnila velkou řadu rolí.
Objevila se ve filmu Jarní úklid s.r.o. po boku Emily Bluntové a Alana Arkina a následující rok ztvárnila Amelii Earhart ve snímku Noc v muzeu 2. V roce 2009 hrála hlavní roli ve filmu Julie a Julia a v následujícím roce si zahrála v romantické komedii Přestupný rok. Za roli Charlene Fleming ve snímku Fighter získala třetí nominaci na Oscara, Zlatý glóbus, druhou nominaci na cenu BAFTA a pátou na Screen Actors Guild Award.
V roce 2011 se objevila po boku Jasona Segela ve filmu Mupeti. V roce 2012 ztvárnila Peggy Dodd ve snímku Mistr a dceru postavy Clinta Eastwooda v baseballovém dramatu Problém s dráhou letu. Za Mistra byla počtvrté nominována na Oscara a Zlatý glóbus a potřetí na cenu BAFTA.
V roce 2013 si zahrála Lois Lane v rebootu série o Supermanovi, s názvem Muž z oceli. S Christianem Balem, Bradley Cooperem a Jennifer Lawrenceovou se objevila ve filmu Špinavý trik, Za roli vyhrála Zlatý glóbus a Filmovou cena Britské akademie a získala nominaci na Oscara a cenu BAFTA. Také se objevila v kritiky uznávaném filmu Ona. V roce 2014 si zahrála ve filmu Tima Burtona Big Eyes, kde ztvárnila malířku Margaret Keane. Za roli získala Zlatý glóbus v kategorii nejlepší herečka v komedii nebo muzikálu. Roli Louis Lane si zopakovala ve filmu Batman v Superman: Úsvit spravedlnosti z roku 2016.

## Filmografie

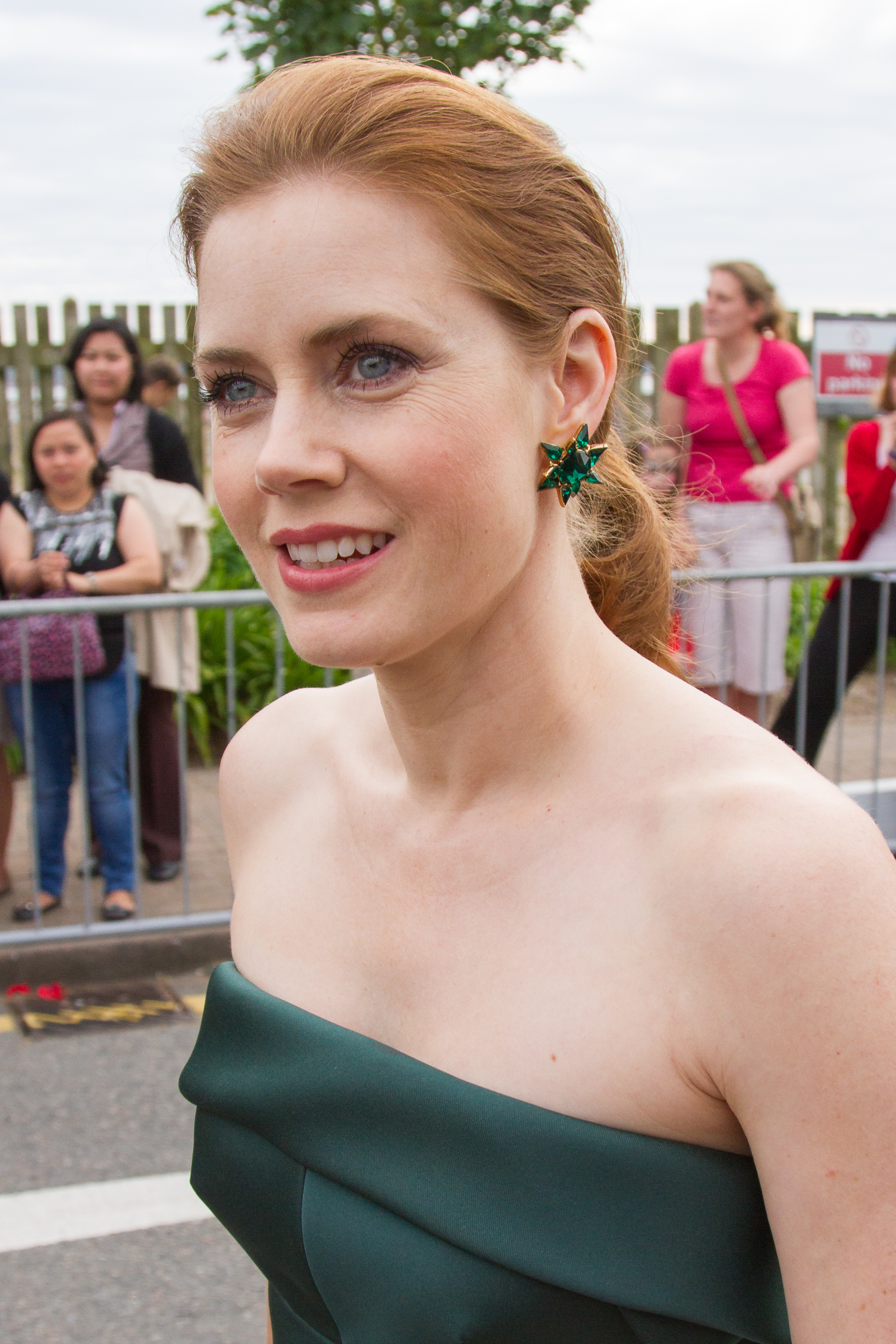
Adamsová v roce 2013 na premiéře filmu Muž z oceli

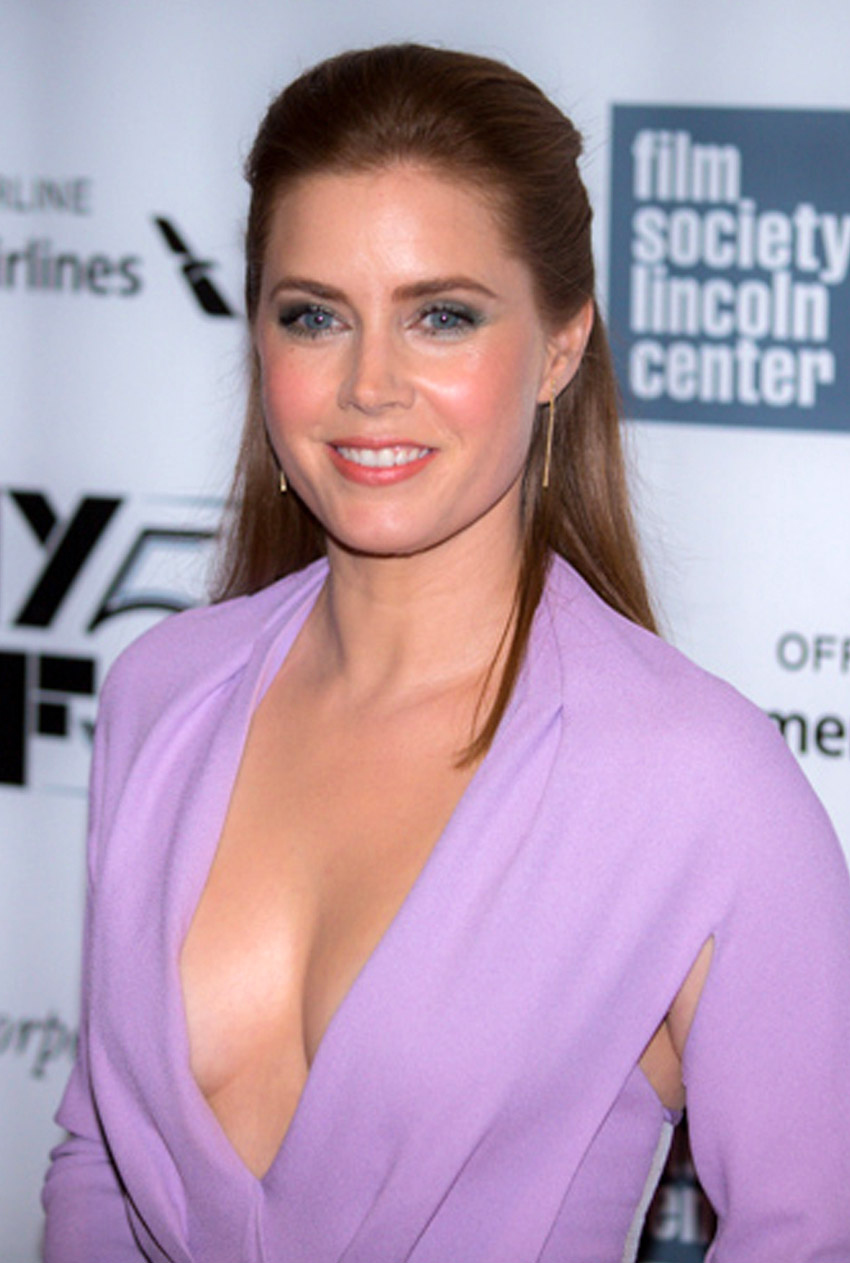
Adamsová v roce 2013 na premiéře filmu Ona

### Film
| Role | Název filmu                            | Role                          | Poznámky     |
| ---- | -------------------------------------- | ----------------------------- | ------------ |
| 1999 | Krása na zabití                        | Leslie Miller                 |              |
| 2000 | Opravdu děsná plážová party            | Marvel Ann                    |              |
| 2000 | The Chromium Hook                      | Jill Royaltuber               |              |
| 2000 | Velmi nebezpečné známosti 2            | Kathryn Merteuil              |              |
| 2002 | The Slaughter Rule                     | Doreen                        |              |
| 2002 | Pumpkin                                | Alex                          |              |
| 2002 | Sloužit Sáře                           | Kate                          |              |
| 2002 | Chyť mě, když to dokážeš               | Brenda Strong                 |              |
| 2004 | The Last Run                           | Alexis                        |              |
| 2005 | Dokonalá partie                        | Amy                           |              |
| 2005 | Junebug                                | Ashley Johnsten               |              |
| 2005 | Svatební víkend                        | Elise                         |              |
| 2006 | Pennies                                | Charlotte Brown               |              |
| 2006 | Ricky Bobby: Nejrychlejší jezdec       | Susan                         |              |
| 2006 | Králové ro(c)ku                        | úžasná žena                   |              |
| 2007 | Prodám šéfa zn. spěchá                 | Abby March                    |              |
| 2007 | Superpes                               | 'Sweet' Polly Purebred (hlas) |              |
| 2007 | Kouzelná romance                       | Giselle                       |              |
| 2007 | Soukromá válka pana Wilsona            | Bonnie Bach                   |              |
| 2008 | Velký den slečny Pettigrewové          | Delysia Lafosse / Sarah Grubb |              |
| 2008 | Pochyby                                | sestra Jamesová               |              |
| 2009 | Jarní úklid s.r.o.                     | Rose Lorkowski                |              |
| 2009 | Noc v muzeu 2                          | Amelia Earhartová / Tess      |              |
| 2009 | Julie a Julia                          | Julie Powell                  |              |
| 2009 | Moonlight Serenade                     | Chloe                         |              |
| 2010 | Přestupný rok                          | Anna                          |              |
| 2010 | Fighter                                | Charlene Fleming              |              |
| 2011 | Mupeti                                 | Mary                          |              |
| 2012 | Mistr                                  | Peggy Dodd                    |              |
| 2012 | Problém s dráhou letu                  | Mickey                        |              |
| 2012 | Na cestě                               | Jane Lee                      |              |
| 2013 | Muž z oceli                            | Lois Lane                     |              |
| 2013 | Ona                                    | Emily                         |              |
| 2013 | Špinavý trik                           | Sydney Prosser                |              |
| 2014 | Big Eyes                               | Margaret Keane                |              |
| 2014 | Ukolébavka                             | Emily                         |              |
| 2016 | Batman v Superman: Úsvit spravedlnosti | Lois Lane                     |              |
| 2016 | Příchozí                               | doktorka Louise Banks         |              |
| 2016 | Noční zvířata                          | Susan Morrow                  |              |
| 2017 | Liga spravedlnosti                     | Lois Lane                     |              |
| 2018 | Vice                                   | Lynne Cheney                  |              |
| 2020 | Americká elegie                        | Bev                           |              |
| 2021 | Žena v okně                            | Anna Fox                      |              |
| 2021 | Liga spravedlnosti Zacka Snydera       | Lois Lane                     |              |
| 2021 | Milý Evane Hansene                     | Cynthia Murphy                |              |
| 2022 | Prokletá romance                       | Giselle                       |              |
| 2024 | Nightbitch                             |                               | postprodukce |
| 2024 | Klara and the Sun                      | Chris                         | natáčí se    |

### Televize
| Role       | Název                     | Role                               | Poznámky                                                            |
| ---------- | ------------------------- | ---------------------------------- | ------------------------------------------------------------------- |
| 2000       | Zlatá sedmdesátá          | Kat Peterson                       | díl: „Večírek na úrovni“                                            |
| 2000       | Čarodějky                 | Maggie Murphy                      | díl: „Štěstí a smůla“                                               |
| 2000       | Zoe, Duncan, Jack & Jane  | Dinah                              | díl: „Tall, Dark and Duncan's Boss"                                 |
| 2000       | Providence                | Rebecca „Becka" Taylor             | díl: „The Good Doctor"                                              |
| 2000       | Buffy, přemožitelka upírů | Beth Maclay                        | díl: „Rodina“                                                       |
| 2001       | Smallville                | Jodi Melville                      | díl: „Podivná dieta“                                                |
| 2002       | Západní křídlo            | Cathy                              | díly: „20 Hours in America: Part 1“ a „20 Hours in America: Part 2“ |
| 2004       | Tatík Hill a spol.        | Misty / Merilynn / Sunshine (hlas) | díly: My Hair Lady“ a „Cheer Factor“                                |
| 2004       | Dr. Vegas                 | Alice Doherty                      | 5 dílů                                                              |
| 2005       | Kancl                     | Katy                               | 3 díly                                                              |
| 2008, 2014 | Saturday Night Live       | sebe sama (moderátorka)            | díl: „Amy Adams/Vampire Weekend“ a „Amy Adams/One Direction“        |
| 2018       | Ostré předměty            | Camille Preaker                    | 8 dílů, také výkonná producentka                                    |

### Hudba
| Rok  | Název písně                  | Soundtrack                    | Vydavatelství       |
| ---- | ---------------------------- | ----------------------------- | ------------------- |
| 2007 | „True Love's Kiss“           | Kouzelná romance              | Walt Disney Records |
| 2007 | „Happy Working Song“         | Kouzelná romance              | Walt Disney Records |
| 2007 | „That's How You Know“        | Kouzelná romance              | Walt Disney Records |
| 2008 | „If I Didn't Care“           | Velký den slečny Pettigrewové | Varèse Sarabande    |
| 2011 | „Life's a Happy Song“        | Mupeti                        | Walt Disney Records |
| 2011 | „Me Party"                   | Mupeti                        | Walt Disney Records |
| 2011 | „Life's A Happy Song Finale“ | Mupeti                        | Walt Disney Records |

## Ocenění a nominace
| Rok  | Ocenění                                     | Kategorie                                                         | Film                                   | Výsledek  |
| ---- | ------------------------------------------- | ----------------------------------------------------------------- | -------------------------------------- | --------- |
| 2005 | Oscar                                       | Nejlepší herečka ve vedlejší roli                                 | Junebug                                | nominace  |
| 2005 | Independent Spirit Award                    | Nejlepší herečka ve vedlejší roli                                 | Junebug                                | vítězství |
| 2005 | Satellite Award                             | Nejlepší herečka ve vedlejší roli v celovečerním filmu            | Junebug                                | nominace  |
| 2005 | Filmový festival Sundance                   | Speciální cena poroty                                             | Junebug                                | vítězství |
| 2006 | Critics' Choice Movie Awards                | Nejlepší herečka ve vedlejší roli                                 | Junebug                                | vítězství |
| 2006 | Screen Actors Guild Award                   | Nejlepší herečka ve vedlejší roli                                 | Junebug                                | nominace  |
| 2007 | Satellite Award                             | Nejlepší herečka v muzikálu nebo komedii                          | Kouzelná romance                       | nominace  |
| 2008 | Critics' Choice Movie Awards                | Nejlepší herečka                                                  | Kouzelná romance                       | nominace  |
| 2008 | Zlatý glóbus                                | Nejlepší herečka v muzikálu nebo komedii                          | Kouzelná romance                       | nominace  |
| 2008 | Filmové a televizní ceny MTV                | Nejlepší komediální výkon                                         | Kouzelná romance                       | nominace  |
| 2008 | Filmové a televizní ceny MTV                | Nejlepší ženský herecký výkon                                     | Kouzelná romance                       | nominace  |
| 2008 | Filmové a televizní ceny MTV                | Nejlepší polibek                                                  | Kouzelná romance                       | nominace  |
| 2008 | Cena Saturn                                 | Nejlepší herečka                                                  | Kouzelná romance                       | vítězství |
| 2008 | Teen Choice Awards                          | Nejlepší herečka v komedii                                        | Kouzelná romance                       | nominace  |
| 2008 | Filmový festival v Palm Springs             | Cena pro hvězdu                                                   | Pochyby                                | vítězství |
| 2008 | Oscar                                       | Nejlepší herečka ve vedlejší roli                                 | Pochyby                                | nominace  |
| 2009 | Filmová cena Britské akademie               | Nejlepší herečka ve vedlejší roli                                 | Pochyby                                | nominace  |
| 2009 | Critics' Choice Movie Awards                | Nejlepší obsazení filmu                                           | Pochyby                                | nominace  |
| 2009 | Zlatý glóbus                                | Nejlepší herečka ve vedlejší roli                                 | Pochyby                                | nominace  |
| 2009 | Screen Actors Guild Award                   | Nejlepší herečka ve vedlejší roli                                 | Pochyby                                | nominace  |
| 2009 | Teen Choice Awards                          | Nejlepší herečka v komedii                                        | Noc v muzeu 2                          | nominace  |
| 2010 | Gotham Awards                               | Průlomový výkon                                                   | Junebug                                | vítězství |
| 2010 | Oscar                                       | Nejlepší herečka ve vedlejší roli                                 | Fighter                                | nominace  |
| 2010 | Satellite Award                             | Nejlepší herečka ve vedlejší roli                                 | Fighter                                | nominace  |
| 2011 | Filmová cena Britské akademie               | Nejlepší herečka ve vedlejší roli                                 | Fighter                                | nominace  |
| 2011 | Critics' Choice Movie Awards                | Nejlepší herečka ve vedlejší roli                                 | Fighter                                | nominace  |
| 2011 | Critics' Choice Movie Awards                | Nejlepší obsazení filmu                                           | Fighter                                | vítězství |
| 2011 | Zlatý glóbus                                | Nejlepší herečka ve vedlejší roli                                 | Fighter                                | nominace  |
| 2011 | Filmové a televizní ceny MTV                | Nejlepší rvačka ve filmu                                          | Fighter                                | nominace  |
| 2011 | Screen Actors Guild Award                   | Nejlepší herečka ve vedlejší roli                                 | Fighter                                | nominace  |
| 2011 | Screen Actors Guild Award                   | Nejlepší obsazení                                                 | Fighter                                | nominace  |
| 2012 | Nickelodeon Kids' Choice Awards             | Nejlepší filmová herečka                                          | Mupeti                                 | nominace  |
| 2012 | Satellite Award                             | Nejlepší herečka ve vedlejší roli                                 | Mistr                                  | nominace  |
| 2012 | Hollywood Film Festival                     | Nejlepší herečka ve vedlejší roli                                 | Mistr                                  | vítězství |
| 2012 | Oscar                                       | Nejlepší herečka ve vedlejší roli                                 | Mistr                                  | nominace  |
| 2013 | Zlatý glóbus                                | Nejlepší herečka ve vedlejší roli                                 | Mistr                                  | nominace  |
| 2013 | Critics' Choice Movie Awards                | Nejlepší herečka ve vedlejší roli                                 | Mistr                                  | nominace  |
| 2013 | Filmová cena Britské akademie               | Nejlepší herečka ve vedlejší roli                                 | Mistr                                  | nominace  |
| 2013 | Teen Choice Awards                          | Nejlepší polibek                                                  | Muž z oceli                            | nominace  |
| 2013 | Teen Choice Awards                          | Nejlepší letní herečka                                            | Muž z oceli                            | nominace  |
| 2013 | AACTA International Awards                  | Nejlepší ženský herecký výkon v hlavní roli                       | Špinavý trik                           | nominace  |
| 2013 | Oscar                                       | Nejlepší ženský herecký výkon v hlavní roli                       | Špinavý trik                           | nominace  |
| 2013 | Satellite Award                             | Nejlepší ženský herecký výkon v hlavní roli                       | Špinavý trik                           | nominace  |
| 2014 | Screen Actors Guild Award                   | Nejlepší obsazení celovečerního filmu                             | Špinavý trik                           | vítězství |
| 2014 | Filmová cena Britské akademie               | Nejlepší ženský herecký výkon v hlavní roli                       | Špinavý trik                           | nominace  |
| 2014 | Filmové a televizní ceny MTV                | Nejlepší herečka                                                  | Špinavý trik                           | nominace  |
| 2014 | Filmové a televizní ceny MTV                | Nejlepší dvojice na plátně                                        | Špinavý trik                           | nominace  |
| 2014 | Filmové a televizní ceny MTV                | Nejlepší polibek                                                  | Špinavý trik                           | nominace  |
| 2014 | Irish Film & Television Awards              | Nejlepší mezinárodní herečka                                      | Špinavý trik                           | nominace  |
| 2014 | Zlatý glóbus                                | Nejlepší herečka v muzikálu nebo komedii                          | Špinavý trik                           | vítězství |
| 2014 | Empire Awards                               | Nejlepší ženský herecký výkon v hlavní roli                       | Špinavý trik                           | nominace  |
| 2014 | Critics' Choice Movie Awards                | Nejlepší herečka v komedii                                        | Špinavý trik                           | vítězství |
| 2014 | Critics' Choice Movie Awards                | Nejlepší obsazení filmu                                           | Špinavý trik                           | vítězství |
| 2014 | Filmová cena Britské akademie               | Nejlepší ženský herecký výkon v hlavní roli                       | Špinavý trik                           | nominace  |
| 2015 | Zlatý glóbus                                | Nejlepší herečka v muzikálu nebo komedii                          | Big Eyes                               | vítězství |
| 2015 | Filmová cena Britské akademie               | Nejlepší ženský herecký výkon v hlavní roli                       | Big Eyes                               | nominace  |
| 2016 | Nickelodeon Kids' Choice Awards             | Nejoblíbenější filmová herečka                                    | Batman v Superman: Úsvit spravedlnosti | nominace  |
| 2016 | People's Choice Awards                      | Nejoblíbenější filmová herečka – drama                            | Batman v Superman: Úsvit spravedlnosti | nominace  |
| 2016 | Teen Choice Award                           | Nejlepší filmová herečka - sci-fi/fantasy                         | Batman v Superman: Úsvit spravedlnosti | nominace  |
| 2016 | Teen Choice Award                           | Nejlepší filmový polibek                                          | Batman v Superman: Úsvit spravedlnosti | nominace  |
| 2016 | Cena Saturn                                 | Nejlepší ženský herecký výkon v hlavní roli                       | Příchozí                               | nominace  |
| 2016 | Critics' Choice Movie Awards                | Nejlepší ženský herecký výkon v hlavní roli                       | Příchozí                               | nominace  |
| 2016 | Empire Awards                               | Nejlepší ženský herecký výkon v hlavní roli                       | Příchozí                               | nominace  |
| 2016 | Filmová cena Britské akademie               | Nejlepší ženský herecký výkon v hlavní roli                       | Příchozí                               | nominace  |
| 2016 | Mezinárodní filmový festival v Palm Springs | Ocenění Chairman's Award                                          | Příchozí                               | vítězství |
| 2016 | Satellite Awards                            | Nejlepší ženský herecký výkon v hlavní roli                       | Noční zvířata                          | nominace  |
| 2016 | Screen Actors Guild Awards                  | Nejlepší ženský herecký výkon v hlavní roli                       | Příchozí                               | nominace  |
| 2016 | Zlatý glóbus                                | Nejlepší ženský herecký výkon v hlavní roli – drama               | Příchozí                               | nominace  |
| 2017 | Teen Choice Awards                          | Nejlepší filmová herečka: sci-fi/fantasy                          | Příchozí                               | nominace  |
| 2018 | AACTA International Awards                  | Nejlepší ženský herecký výkon ve vedlejší roli                    | Vice                                   | nominace  |
| 2018 | Cena Emmy                                   | Nejlepší ženský herecký výkon v TV filmu nebo limitovaném seriálu | Ostré předměty                         | nominace  |
| 2018 | Critics' Choice Movie Awards                | Nejlepší ženský herecký výkon ve vedlejší roli                    | Vice                                   | nominace  |
| 2018 | Critics' Choice Movie Awards                | Nejlepší obsazení                                                 | Vice                                   | nominace  |
| 2018 | Critics' Choice Television Awards           | Nejlepší ženský herecký výkon v TV filmu/mini-sérii               | Ostré předměty                         | vítězství |
| 2018 | Dorian Awards                               | Seriálový herecký výkon roku – herečka                            | Ostré předměty                         | nominace  |
| 2018 | Filmová cena Britské akademie               | Nejlepší ženský herecký výkon ve vedlejší roli                    | Vice                                   | nominace  |
| 2018 | Satellite Awards                            | Nejlepší herečka – mini-série nebo TV film                        | Ostré předměty                         | vítězství |
| 2018 | Screen Actors Guild Awards                  | Nejlepší ženský herecký výkon v hlavní roli                       | Vice                                   | nominace  |
| 2018 | Screen Actors Guild Awards                  | Nejlepší ženský herecký výkon v hlavní roli ve filmu – televize   | Ostré předměty                         | nominace  |
| 2018 | Television Critics Association Awards       | Individuální ocenění – drama                                      | Ostré předměty                         | nominace  |
| 2018 | Oscar                                       | Nejlepší ženský herecký výkon ve vedlejší roli                    | Vice                                   | nominace  |
| 2018 | Zlatý glóbus                                | Nejlepší ženský herecký výkon ve vedlejší roli – film             | Vice                                   | nominace  |
| 2018 | Zlatý glóbus                                | Nejlepší ženský herecký výkon v hlavní roli ve filmu – televize   | Ostré předměty                         | nominace  |
| 2021 | Screen Actors Guild Awards                  | Nejlepší ženský herecký výkon v hlavní roli                       | Americká elegie                        | nominace  |
| 2024 | Zlatý glóbus                                | Nejlepší herečka (muzikál nebo komedie)                           | Nightbitch                             | nominace  |